# 三泉郡
三泉郡（サムチョンぐん）は朝鮮民主主義人民共和国黄海南道に属する郡。

## 地理
黄海南道中部の内陸にある。西に松禾郡、南に長淵郡・苔灘郡、東に信川郡、北に安岳郡・殷栗郡と隣接する。

## 行政区画
1邑・19里を管轄する。
| - 三泉邑（サムチョヌプ） - 古県里（コヒョンニ） - 槐亭里（クェジョンニ） - 群山里（クンサンニ） - 弓興里（クンフンニ） - 金川里（クムチョンニ） - 達泉里（タルチョンニ） - 徳泉里（トクチョンニ） - 道明里（トミョンニ） - 道峯里（トボンニ） | - 蓮坪里（リョンピョンニ） - 龍岩里（リョンアムニ） - 龍泉里（リョンチョンニ） - 芳南里（パンナムニ） - 水橋里（スギョリ） - 寿長里（スジャンニ） - 新明里（シンミョンニ） - 月峯里（ウォルポンニ） - 楸陵里（チュルンニ） - 塔坪里（タッピョンニ） |

## 歴史
1952年の北朝鮮の地方行政区画再編により、信川郡・松禾郡の一部が分割されて構成された。

### 年表
この節の出典
- 1952年12月 - 郡面里統廃合により、黄海道松禾郡蓬莱面・長陽面および蓮芳面・桃源面の各一部、信川郡弓興面・文武面・草里面・文化面の各一部地域をもって、三泉郡を設置。三泉郡に以下の邑・里が成立。(1邑22里)
  - 三泉邑・弓興里・芳南里・龍泉里・蓮坪里・槐亭里・古県里・楸陵里・達泉里・道明里・新明里・彎弓里・金川里・月峯里・龍岩里・塔坪里・群山里・公税里・紫陽里・道峯里・徳泉里・寿長里・水橋里
- 1953年12月 - 公税里が苔灘郡に編入。(1邑21里)
- 1954年10月 - 黄海道の分割により、黄海南道三泉郡となる。(1邑21里)
  - 彎弓里の一部が三泉邑に編入。
  - 芳南里の一部が水橋里に編入。
- 1958年 (1邑19里)
  - 彎弓里が三泉邑に編入。
  - 紫陽里が道峯里に編入。
- 1967年 - 道峯里の一部が蓮坪里に編入。(1邑19里)

## 文化・観光
- 達泉温泉
- 三泉温泉

## 交通
- 殷栗線
  - 三泉駅 - 月峰駅 - 水橋駅
- 長淵線
  - 水橋駅